# Apanteles schneideri
Apanteles schneideri är en stekelart som beskrevs av Nixon 1965. Apanteles schneideri ingår i släktet Apanteles och familjen bracksteklar. Inga underarter finns listade i Catalogue of Life.